# Pirex
Pirex is een monotypisch geslacht van schimmels behorend tot de familie Phanerochaetaceae. Het bevat alleen Pirex concentricus.